# Johnny Famechon
Pour les articles homonymes, voir Famechon.
Johnny Famechon est un boxeur australien, né le 28 mars 1945 à Paris et mort le 4 août 2022 à Melbourne (Australie),.

## Carrière
Passé professionnel en 1961, il devient champion d'Australie des poids plumes en 1964 puis champion du monde WBC de la catégorie le 21 janvier 1969 après sa victoire aux points contre José Legrá. Famechon conserve son titre face à Fighting Harada puis est battu par Vicente Saldivar le 9 mai 1970. Il met un terme à sa carrière après ce combat sur un bilan de 56 victoires, 5 défaites et 6 matchs nuls.